# 劉英 (成化進士)
劉英（1436年—？），字廷用，陝西盩厔縣人，錦衣衛官籍，明朝政治人物。進士出身。

## 生平
早年出身國子生，順天府鄉試第三十九名。成化十一年（1475年）乙未科會試第一百二十六名，殿試登進士第三甲第一百七十一名。授禮科給事中，陞河南汝寧府知府。

## 家族
曾祖父劉仲舒。祖父劉本，曾任百戶。父亲劉義，曾任百戶。